# Alfabeto uigur
El alfabeto arábigo uigur (en uigur ئۇيغۇر ئەرەب يېزىقى, Uyghur Ereb Yëziqi, abreviado UEY) es un alfabeto arábigo usado para escribir el uigur, especialmente por el pueblo uigur de la China. Es uno de los varios alfabetos que se han utilizado a lo largo de la historia para representar la lengua uigur y  ha sido el alfabeto oficial desde 1982.

## Alfabeto
ئا ئە ب پ ت ج چ خ د ر ز ژ س ش غ ف ق ك گ ڭ ل م ن ھ ئو ئۇ ئۆ ئۈ ۋ ئې ئى ي

### Comparación con otros alfabetos
La tabla muestra el Kona Yeziⱪ son su correspondiente Yengi Yeziⱪ, cirílico, ULY, y la correspondencia moderna en ortografía turca, así como valores fonéticos del alfabeto fonético internacional.
| árabe | latino | cirílico | ULY   | turco | IPA |    | árabe | latino | cirílico | ULY     | turco     | IPA |
| ئا    | A a    | А а      | A a   | A a   | /a/ | ق  | Ⱪ ⱪ   | Қ қ    | Q q      | K k     | /q/       |     |
| ئە    | Ə ə    | Ә ә      | E e   | E e   | /æ/ | ك  | K k   | К к    | K k      | K k     | /k/       |     |
| ب     | B b    | Б б      | B b   | B b   | /b/ | ڭ  | ng    | Ң ң    | ng       | ng      | /ŋ/       |     |
| پ     | P p    | П п      | P p   | P p   | /p/ | گ  | G g   | Г г    | G g      | G g     | /ɡ/       |     |
| ت     | T t    | Т т      | T t   | T t   | /t/ | ل  | L l   | Л л    | L l      | L l     | /l/       |     |
| ج     | J j    | Җ җ      | J j   | C c   | /ʤ/ | م  | M m   | М м    | M m      | M m     | /m/       |     |
| چ     | Q q    | Ч ч      | CH ch | Ç ç   | /ʧ/ | ن  | N n   | Н н    | N n      | N n     | /n/       |     |
| خ     | H h    | Х х      | X x   | H h   | /x/ | ھ  | Ⱨ ⱨ   | Һ һ    | H h      | H h     | /h/       |     |
| د     | D d    | Д д      | D d   | D d   | /d/ | ئو | O o   | О о    | O o      | O o     | /o/       |     |
| ر     | R r    | Р р      | R r   | R r   | /r/ | ئۇ | U u   | У у    | U u      | U u     | /u/       |     |
| ز     | Z z    | З з      | Z z   | Z z   | /z/ | ئۆ | Ɵ ɵ   | Ө ө    | Ö ö      | Ö ö     | /ø/       |     |
| ژ     | Ⱬ ⱬ    | Ж ж      | ZH zh | J j   | /ʒ/ | ئۈ | Ü ü   | Ү ү    | Ü ü      | Ü ü     | /y/       |     |
| س     | S s    | С с      | S s   | S s   | /s/ | ۋ  | V v   | В в    | W w      | V v     | /v/       |     |
| ش     | X x    | Ш ш      | SH sh | Ş ş   | /ʃ/ | ئې | E e   | Е е    | Ë ë      | E e     | /e/       |     |
| غ     | Ƣƣ     | Ғ ғ      | GH gh | Ğ ğ   | /ʁ/ | ئى | I i   | И и    | I i      | İ i/I ı | /i/ o /ɨ/ |     |
| ف     | F f    | Ф ф      | F f   | F f   | /f/ | ي  | Y y   | Й й    | Y y      | Y y     | /j/       |     |

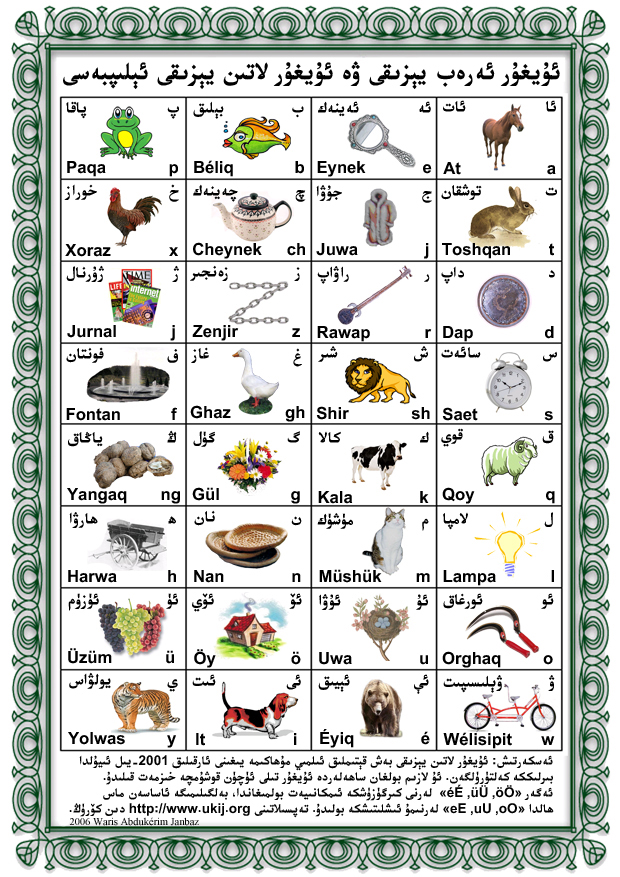
Cuadro infantil con los tres alfabetos

El cirílico tiene dos letras suplementarias, que resultan de la combinación de dos sonidos. Aquí equivalentes árabes y latinos. 
| cirílico | árabe | latino |
| -------- | ----- | ------ |
| Ю ю      | يۇ    | yu     |
| Я я      | يا    | ya     |

## Historia
El primer alfabeto arábigo para el uigur se desarrolló en el siglo X, cuando se  introdujo el Islam. Fue la versión utilizada para escribir el idioma chagatai, que aconteció la lengua literaria regional, actualmente conocido como alfabeto chagatai. 
El alfabeto siriaco también se usó para escribir uigur antiguo en algunos períodos entre el siglo V y el siglo XIX.
El chagatai utilizado casi exclusivamente hasta principios de la década de 1920. Entonces empezaron a emerger escrituras uigures alternativas y, colectivamente, en gran parte desplazó el chagatai; el término Kona Yëziq, que significa "escritura antigua", ahora distingue tanto esta escritura como la UEY de las alternativas que no son derivadas del árabe. Entre 1937 y 1954 se modificó el alfabeto arábigo uigur para suprimir letras redundantes y añadir diacríticos para las vocales. A los años 1950 se adoptó una adaptación del alfabeto cirílico, y el alfabeto latino en 1958. El moderno alfabeto arábigo uigur fue declarado oficial el 1978 y reinstituido por el gobierno chino en 1983, con modificaciones para representar las vocales.
El alfabeto arábigo utilizado antes de las modificaciones (Kona Yëziq) no representaba las vocales uigures y, según Robert Barkley Shaw, la ortografía era irregular, puesto que las letras vocales largas a menudo se escribían en lugar de las vocales cortas, por el hecho que muchos hablantes turkis (nombre que se daba antes a los actuales uigurs) estaban inseguros de la diferencia entre vocales largas y cortas. El alfabeto antes de la modificación usaba los diacríticos árabes (zabar, zer, and pesh) para marcar vocales cortas.
Robert Shaw escribió que los escritores turkis  "insertaban u omitían" las letras para las vocales largas ا, و y ي a su propio albedrío, de forma que una misma palabra se podía escribir con ortografías diferentes, y el ة se utilizaba para representar una "a" corta por ciertos escritores turkis.
El moderno alfabeto arábigo uigur reformado eliminó las letras cuyos sonidos solo se encuentran en árabe. Así, los préstamos del árabe y del persa (incluso palabras religiosas islámicas), se escriben tal como se pronuncian en uigur, no como se escriben en árabe o persa.
| Letra | ا   | ب         | پ | ت | ج | چ  | ح  | خ  | د | ر | ز       | س | ش       |
| Latín | Ud  | b         |   | t | j | ch | h  | kh |   |   | z       |   | sh      |
| Letra | ع   | غ         | ف | ق | ك | گ  | نگ | ل  | م | ن | و       | ھ | ى       |
| Latín | ain | Gh, Ghain | f | q | k | G  | ng | l  | m |   | w, o, u | h | y, e, y |

| Letra  | ـَ     | ـِ   | ـُ    |
| Nombre | zabar | zer | pesh |
| Letra  | ا     | ي   | و    |
| Nombre | alif  | ye  | wáo  |

| Letra | ئا،ا | ئە،ە | ب | پ | ت | ج  | چ  | خ   | د    | ر    | ز    | ژ    | س  | ش    | غ    | ف   |
| IPA   | ɑ,ud | ɛ,æ  | b |   | t | dʒ | tʃ | χ,x |      | r,ɾ  | z    | ʒ    |    | ʃ    | ʁ,ɣ  | f,ɸ |
| Letra | ق    | ك    | گ | ڭ | ل | م  | ن  | ھ   | ئو،و | ئۇ،ۇ | ئۆ،ۆ | ئۈ،ۈ | ۋ  | ئې،ې | ئى،ى | ي   |
| IPA   | q    | k    | G | ŋ | l | m  |    | h,ɦ | o,ɔ  | u,ʊ  | ø    | y,ʏ  | w, | e    | y,ɨ  | j   |

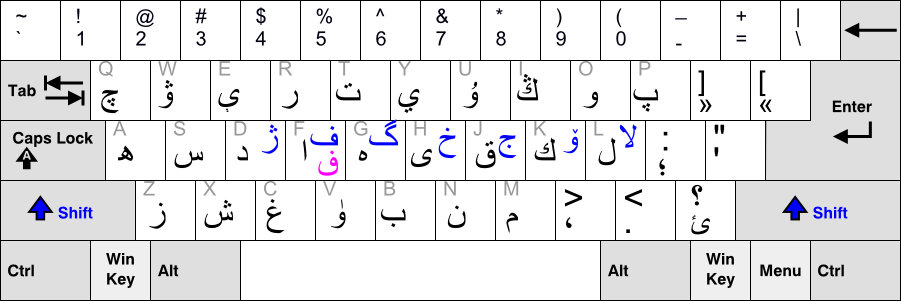
Teclado uigur de Windows. En esta disposición de teclado, las vocales utilizan el alfabeto más antiguo de la escritura arábiga y no las letras sencillas más nuevas del alfabeto Uyghur Ereb Yëziqi (compuesto de pares de letras arábigas, empezando con alef con hamza que tiene que ser presionado por separado en este teclado antes de la vocal real). La disposición del teclado se basa también en el alfabeto latino más antiguo utilizado por el Uyghur Yëngi Yëziq y no permite escribir todas las vocales correctamente según la escritura actual. Refleja más estrechamente el viejo chagatai, considerado adecuado solamente para escribir el Kona Yëziq, "la escritura antigua".

Muchas de estas alternativas fueron influidas por las consideraciones de política de seguridad  de la Unión Soviética o de la República Popular de la China. (Las áreas soviéticas uigures usaron varios alfabetos no arábigos y como hicieron los países de la CEI, especialmente Kazajistán, utilizan principalmente una adaptación del alfabeto cirílico, denominado Uyghur Siril Yëziqi.)
Un alfabeto derivado del pinyin, basado en el alfabeto latino (con letras adicionales del cirílico), entonces denominado “escritura nueva” o Uyghur Yëngi Yëziq o UYY, fue durante un tiempo el alfabeto aprobado oficialmente como único para los uigures de Xinjiang. Tuvo deficiencias técnicas y encontró resistencia social; así el Uyghur Ereb Yëziqi (UEY), expansión del antiguo chagatai y basado en la escritura arábiga, es ahora reconocido como oficial.  Junto con el nuevo alfabeto basado en el alfabeto latino llamado Uyghur Latin Yëziqi o ULY, han reemplazando el anterior alfabeto derivado derivado del pinyin. Cuando se usa el término "Kona Yëziq" se refiere a veces al UEY.

## El alfabeto antiguo comparado con el moderno
| Alfabeto arábigo antiguo (Kona Yëziq) utilizado antes del siglo XX | Alfabeto arábigo uigur moderno | Alfabeto latino | Significado       |
| ------------------------------------------------------------------ | ------------------------------ | --------------- | ----------------- |
| بغرا                                                               | بۇغرا                          | bughra          | Camello de bravo  |
| ارسلان                                                             | ئارىسلان                       | arislan         | León              |
| سلطان                                                              | سۇلتان                         | sultan          | Sultán            |
| يوسف                                                               | يۈسۈپ                          | Yüsüp           | Yússuf (nombre)   |
| حسن                                                                | ھەسەن                          | Hesen           | Hàssan (nombre)   |
| خلق                                                                | خەلق                           | xelq            | Personas          |
| كافر                                                               | كاپىر                          | kapir           | infiel            |
| مسلمان                                                             | مۇسۇلمان                       | musulman        | Musulmán          |
| منافق                                                              | مۇناپىق                        | munapiq         | Munàfiq           |
| اسلام                                                              | ئىسلام                         | Islam           | Islam             |
| دين                                                                | دىن                            | Alboroto        | Religión          |
| كاشقر                                                              | قەشقەر                         | Qeshqer         | Kaixgar           |
| ختن                                                                | خوتەن                          | Xoten           | Hotan             |
| ينگي حصار                                                          | يېڭىسار                        | Yëngisar        | Yangi Izar        |
| ساريق قول                                                          | سارىقول                        | Sariqol         | Sarikoli          |
| قيرغيز                                                             | قىرغىز                         | Qirghiz         | Kirguisos         |
| دولان                                                              | دولان                          | Dolan           | Dolan Personas    |
| كوندوز                                                             | كۈندۈز                         | kündüz          | Día-tiempo        |
| ساريغ O ساريق                                                      | سېرىق                          | sériq           | Amarillo          |
| مارالباشي                                                          | مارالبېشى                      | Maralbëshi      | Maralbexi Condado |
| لونگي                                                              | لۇنگى                          | Lun'gi          | Lungi             |
| آلتی شهر                                                           | ئالتە شەھەر                    | Alte sheher     | Alti Shahr        |
| آفاق خواجه                                                         | ئاپاق خوجا                     | Apaq Xoja       | Afaq Khoja        |
| پيچاق                                                              | پىچاق                          | pichaq          | Cuchillo          |

### Ejemplo
Debajo aparece el mismo texto en uigur, pero escrito usando el alfabeto árábigo y otros tres diferentes alfabetos.
El ejemplo es el primer artículo de la Declaración Universal de los Derechos Humanos.
| Alfabeto árabigo uigur (UEY):        | ھەممە ئادەم تۇغۇلۇشىدىنلا ئەركىن، ئىززەت۔ھۆرمەت ۋە ھوقۇقتا باب۔باراۋەر بولۇپ تۇغۇلغان. ئۇلار ئەقىلگە ۋە ۋىجدانغا ئىگە ھەمدە بىر۔بىرىگە قېرىنداشلىق مۇناسىۋىتىگە خاس روھ بىلەن مۇئامىلە قىلىشى كېرەك. |
| Alfabeto cirílico uigur (UKY):       | Һәммә адәм туғулушидинла әркин, иззәт-һөрмәт вә һоқуқта баббаравәр болуп туғулған. Улар әқилгә вә виҗданға игә һәмдә бир-биригә қериндашлиқ мунасивитигә хас роһ билән муамилә қилиши керәк.         |
| Nueva escritura uigur (UYY, pinyin): | Ⱨəmmə adəm tuƣuluxidinla ərkin, izzət-ⱨɵrmət wə ⱨoⱪuⱪta babbarawər bolup tuƣulƣan. Ular əⱪilgə wə wijdanƣa igə ⱨəmdə bir-birigə ⱪerindaxliⱪ munasiwitigə has roⱨ bilən mu’amilə ⱪilixi kerək.        |
| Alfabeto latino uigur (ULY):         | Hemme adem tughulushidinla erkin, izzet-hörmet we hoquqta babbarawer bolup tughulghan. Ular eqilge we wijdan'gha ige hemde bir-birige qërindashliq munasiwitige xas roh bilen muamile qilishi kërek. |
| Español:                             | Todos los seres humanos nacen libres e iguales en dignidad y derechos y, dotados como están de razón y conciencia, deben comportarse fraternalmente los unos con los otros.                          |